# اچ‌ام‌ان‌زداس توییجین (۱۹۷۰)
اچ‌ام‌ان‌زداس توییجین (۱۹۷۰) (به انگلیسی: HMNZS Tui (1970)) یک کشتی بود که طول آن 63.7/58.4 m (208.9/191.5 ft) each value بود. این کشتی در سال ۱۹۶۲ ساخته شد.